# Brunolf Baade

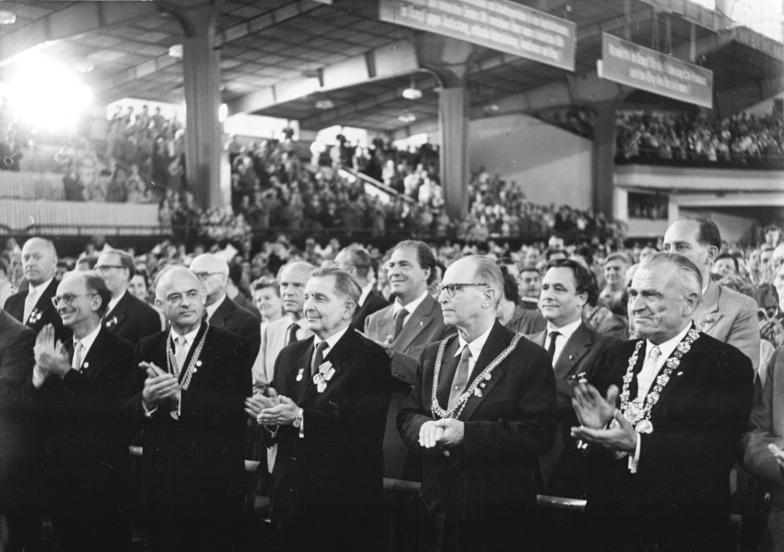
Brunolf Baade (andra raden, tredje från höger) vid SED:s partidagar, 1958.

Brunolf Baade, född 15 mars 1904 i Berlin, död 5 november 1969 i Dresden var en flygplanskonstruktör som verkade i Tredje riket, Sovjetunionen och Östtyskland  som konstruerade  Baade 152 som aldrig kom i passagerartrafik, första kunden var meningen att Interflug skulle vara.